# Xylophanes elara
Xylophanes elara is een vlinder uit de familie van de pijlstaarten (Sphingidae). De wetenschappelijke naam van de soort werd in 1878 gepubliceerd door Herbert Druce.